# Numenius minutus
Il chiurlo minore (Numenius minutus Gould, 1841) è un uccello della famiglia degli Scolopacidae dell'ordine dei Charadriiformes.

## Sistematica
Numenius minutus non ha sottospecie, è monotipico.

## Distribuzione e habitat
Questo chiurlo, endemico della Siberia, vive anche dalla Mongolia alla Nuova Zelanda, compresi il Giappone, Taiwan e le Filippine. È accidentale in Alaska, Canada occidentale (Columbia Britannica), California, Seychelles, Scandinavia, Regno Unito e Germania.